# 三代木伸二
三代木 伸二（みよき しんじ）は、高知県出身の日本の物理学者。東京大学宇宙線研究所教授。博士（理学）。重力波実験物理学を専門とする。

## 経歴
愛光高等学校卒業後、東京大学理学部物理学科、東京大学大学院理学系研究科物理学専攻修士課程を経て、1996年3月に同物理学専攻博士課程を修了し、博士（理学）を取得した。その後、日本学術振興会特別研究員（PD）、カリフォルニア工科大学Research Associateを経た後、1998年4月に東京大学宇宙線研究所・ミューニュー部・助手に着任した。科学技術振興機構研究員（戦略的創造研究推進事業・個人研究型・光の創成・操作と展開領域〔代表：伊藤弘昌〕）を兼任し、2012年7月より東京大学宇宙線研究所（宇宙基礎物理学研究部門重力波グループ）の准教授を務める。

## 業績
- Initial LIGO の鏡懸架振り子の特性評価。[注釈 1]
- 重力波の直接検出を目指し、レーザー干渉計型重力波検出器TAMA300の建設に従事[注釈 2]。
- 1998年より、大型低温重力波望遠鏡KAGRA[注釈 3]の前身のLCGT計画立案に参画し[注釈 4]、2016年11月現在、2010年に開始されたKAGRAの建設に従事中[注釈 5]。

## 著作

### 執筆
- 電機連合NAVI[注釈 6]2016年春号 No.58「宇宙を見る新しい窓・重力波」[5]

### 共著
- CMSI広報誌 Torrent特別号「ケイサンブッシツカガク」、第一章・アインシュタイン方程式（2016年）[注釈 7]

## インタビュー・協力記事
- Kix Club 99 May-June 2013（OKB総研）
- Engineering 2014年9月 No.138（一般社団法人エンジニアリング協会）[注釈 8]
- Newton 2016年2月号「Photo Report 重力波の証拠をつかめ！地下200メートルに建造された重力波望遠鏡「かぐら」に潜入」（協力）[6]
- らしく 2016年秋号 No.52「大人大学 重力波天文学」（トヨタホームオーナーズクラブ）[注釈 9]
- 大学への数学 2016年9月号「高校生のための最前線@現代物理 第2回 神岡の山の下で重力波を捕まえよう！」（内村直之）[注釈 10]
- 公益社団法人自動車技術会中部支部支部報「宙舞」2016年 No.79「重力波望遠鏡「ＫＡＧＲＡ」」（インタビュー）[注釈 11]

## 出演
- 放送大学「宇宙とその進化」第三回内容「電磁波以外の手段による宇宙の観測」[注釈 12]
- 中京テレビ・開局45周年記念番組「ノーベル賞 益川・天野と林修 世界最先端科学の街」（2015年12月28日）[注釈 13]
- NHK教育テレビジョン・サイエンスZERO「世紀の観測！重力波 ～アインシュタイン最後の宿題」（2016年2月21日）[7]